# クンジュラブ峠

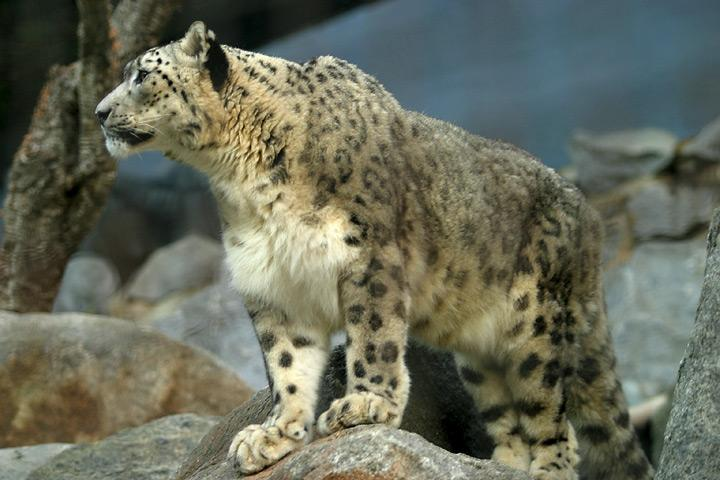
クンジュラブ自然公園で絶滅危惧種のユキヒョウを見ることができる。

クンジュラブ峠（クンジュラブとうげ、中国語: 红其拉甫山口、ウルドゥー語: درہ خنجراب）は、カラコルム山脈を越える標高は4880メートルの峠である。パキスタンのギルギット・バルティスタン州と中華人民共和国の新疆ウイグル自治区に跨る。

## 語源
ワハン語で「クン」は血、「ジュラブ」は湧水・降水から生じる小川を意味する。

## 道路
クンジュラブ峠は、国境を通る舗装された道路の中で世界最高所であり、カラコルム・ハイウェイの最高地点である。峠を通る道路は1982年に完成し、それ以前のカラコラム山脈を横断する主要ルートだったミンタカ峠やキリク峠を通る未舗装の道路に取って代わった。クンジュラブ峠を通る道路をカラコラム・ハイウェイとすることは1966年に決定していた。中国は、ミンタカ峠が空襲の影響を受けやすいという事実を引き合いに出して、クンジュラブ峠をその代わりに強く推奨した。
パキスタンが実効支配する側では、この峠はDihの国立公園のステーションとチェックポイントから42km、スストの税関・入国管理局から75km、ギルギットから270キロメートル、イスラマバードから870kmの距離にある。
中国側では、この峠はG314国道の南西端であり、タシュクルガン鎮から130km、カシュガル市から420km、ウルムチから1,890kmの距離にある。中国側の国境検問所（紅其拉甫口岸）は、峠から3.5km離れた所にある。
冬季には峠が雪で覆われていることが多いため、11月30日から翌年5月1日までは大型車両、12月30日から翌年4月1日までは全ての車両で通行止めになる。
2006年6月1日より、ギルギットからカシュガルへの国境を超える毎日のバスの便が開始された。
パキスタンでは自動車は左側通行であり、中国では右側通行であるため、クンジュラブ峠の国境で通行する車線が変わることになる。

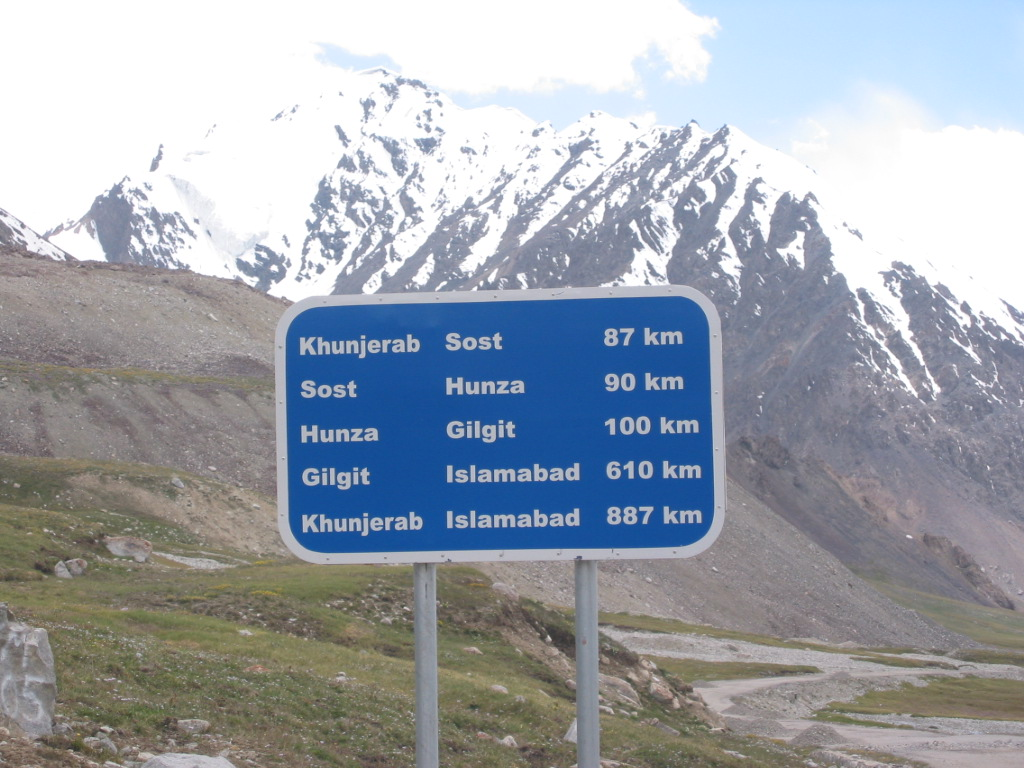
クンジュラブ峠から主要地点までの距離を示した道路標識

## 鉄道
2007年、コンサルタントは、この峠を通ってパキスタンが実効支配するギルギット・バルティスタン州と中国を結ぶ鉄道の建設のための調査を開始した。
実行可能性調査は、2009年11月に、ハヴェリアンとカシュガル市を結び、パキスタン領内で750km、中国領内で350kmとする計画で開始された。しかしその後は進展がなく、このプロジェクトは現在の中国・パキスタン経済回廊(CPEC)計画には含まれていない。

## 関連項目

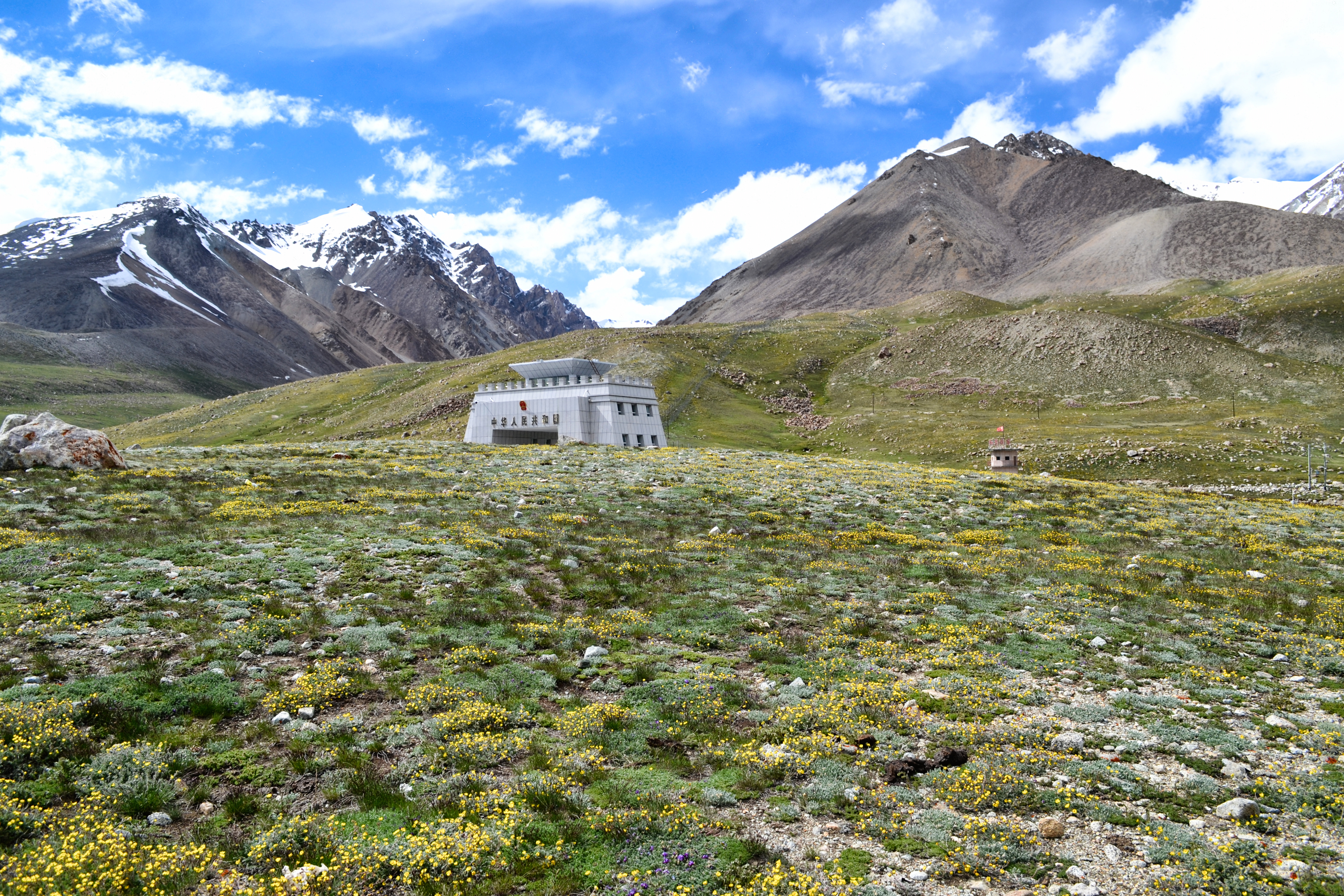
クンジュラブ峠の眺め

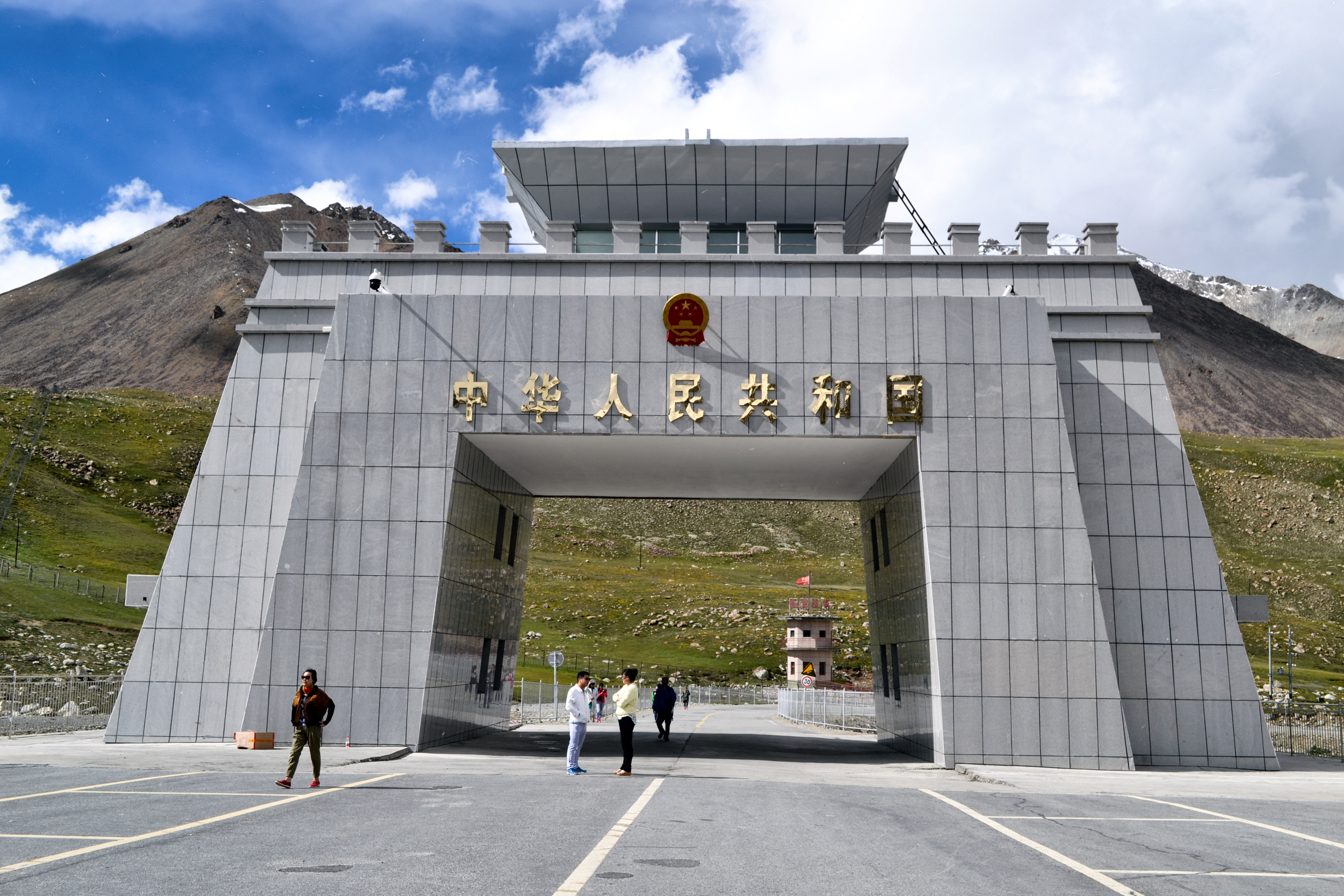
クンジュラブ峠の中国の国境検問所

## ギャラリー

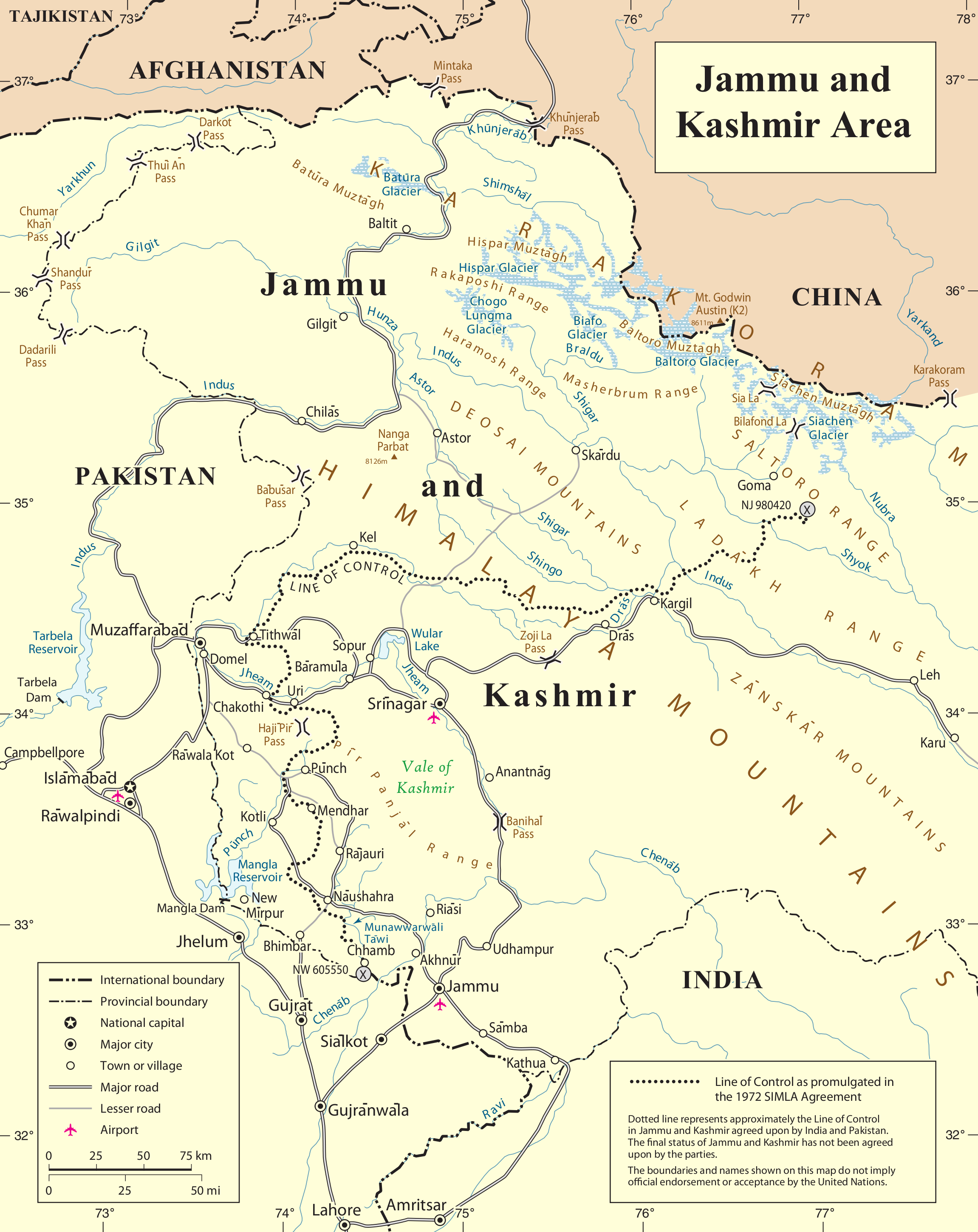
UN map of Siachin
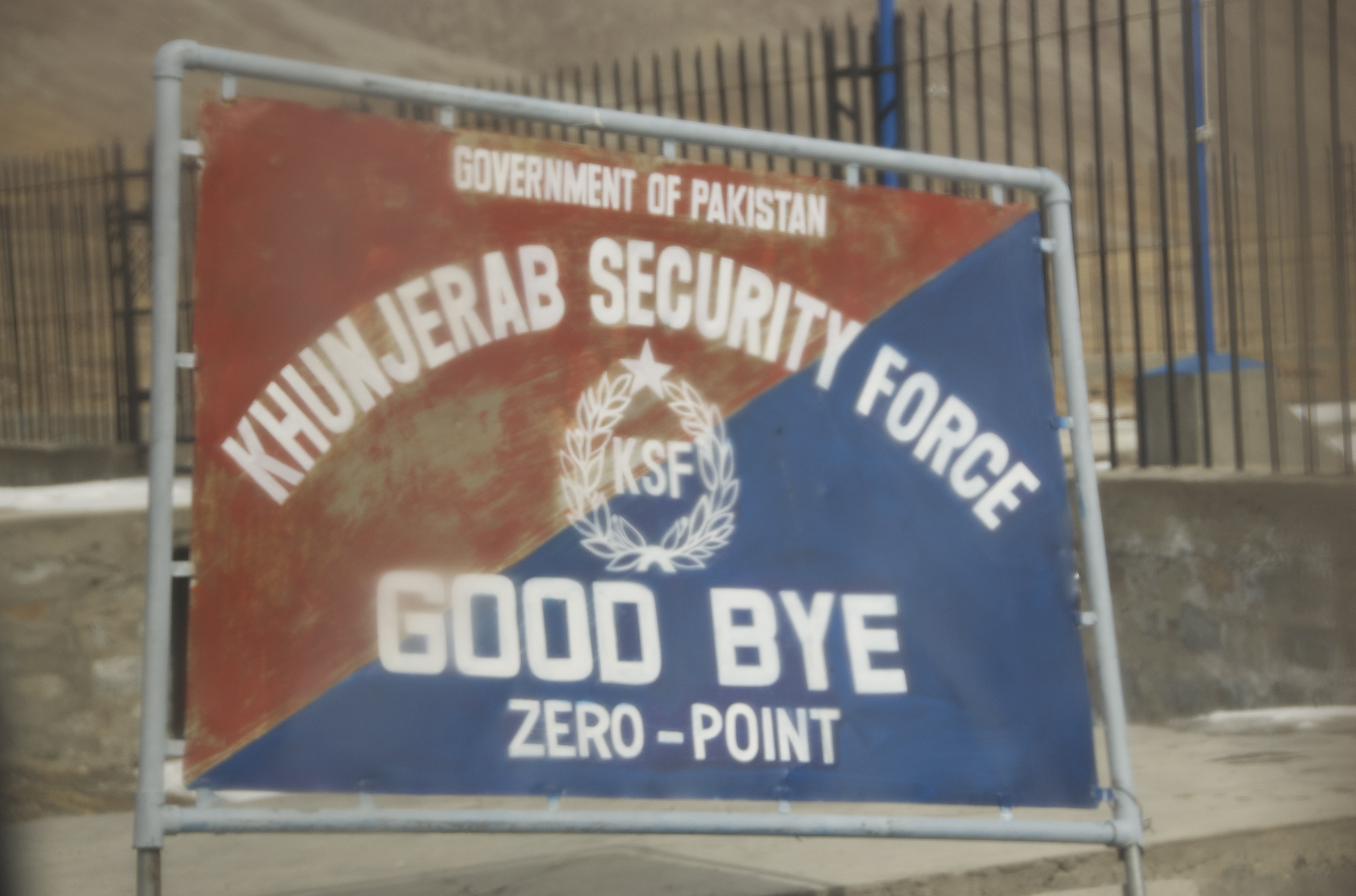
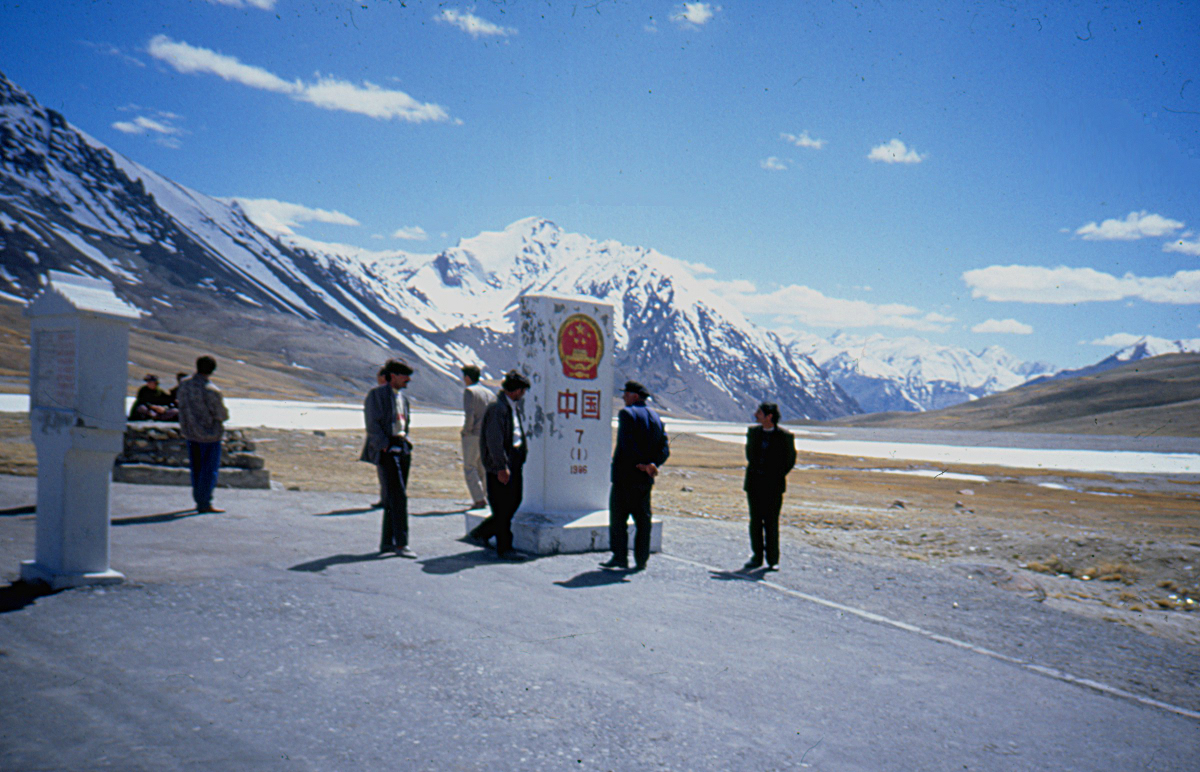
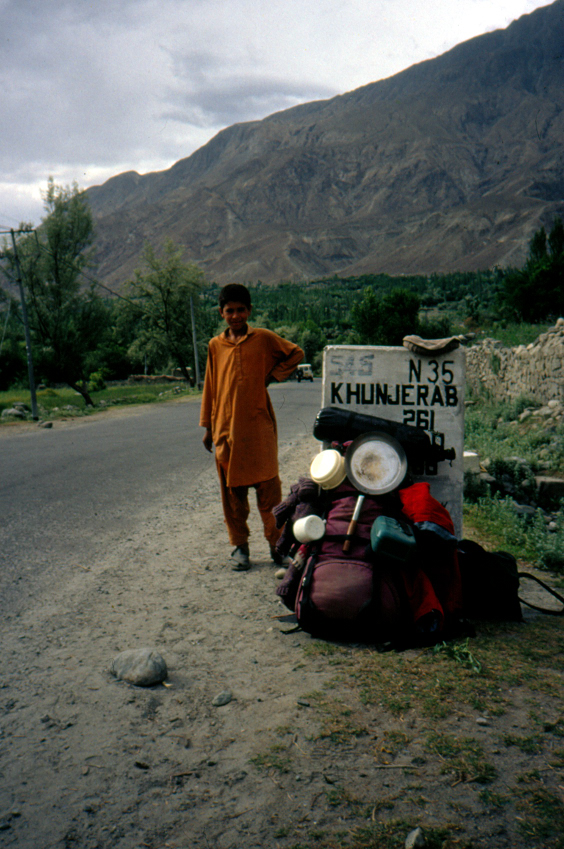
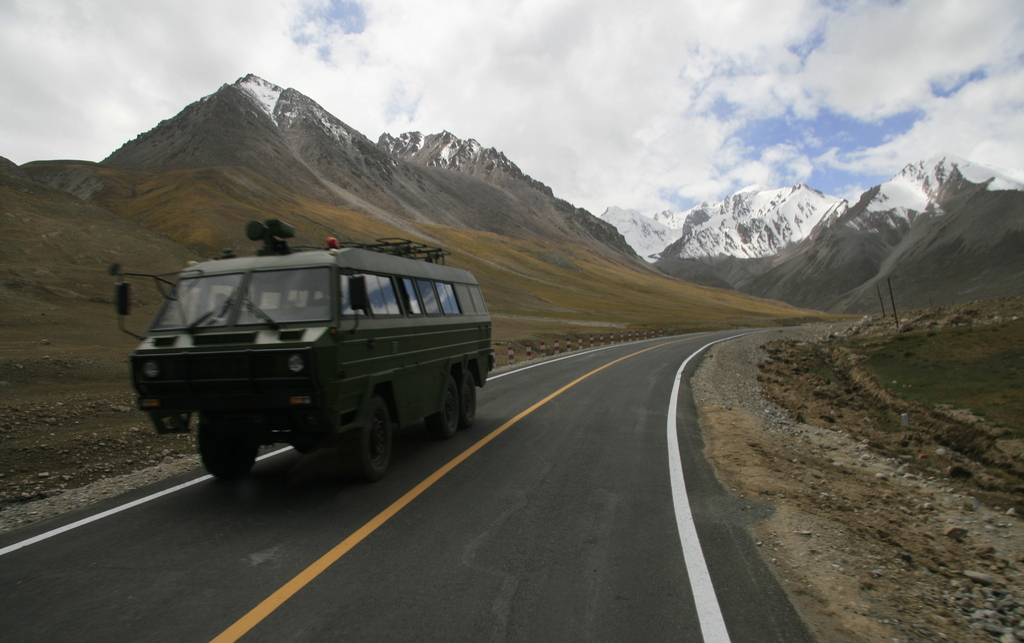
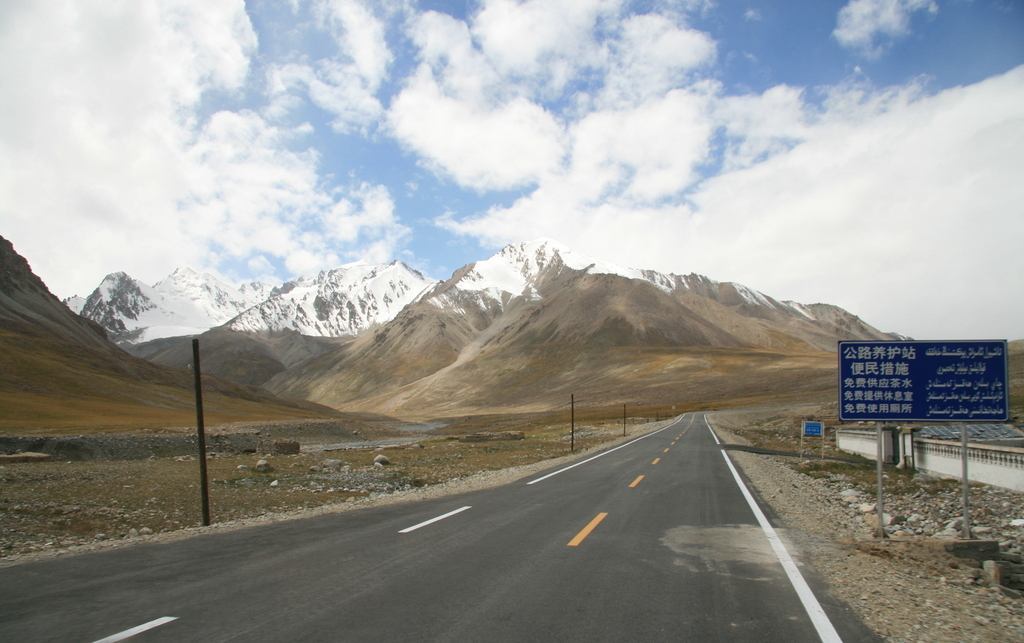
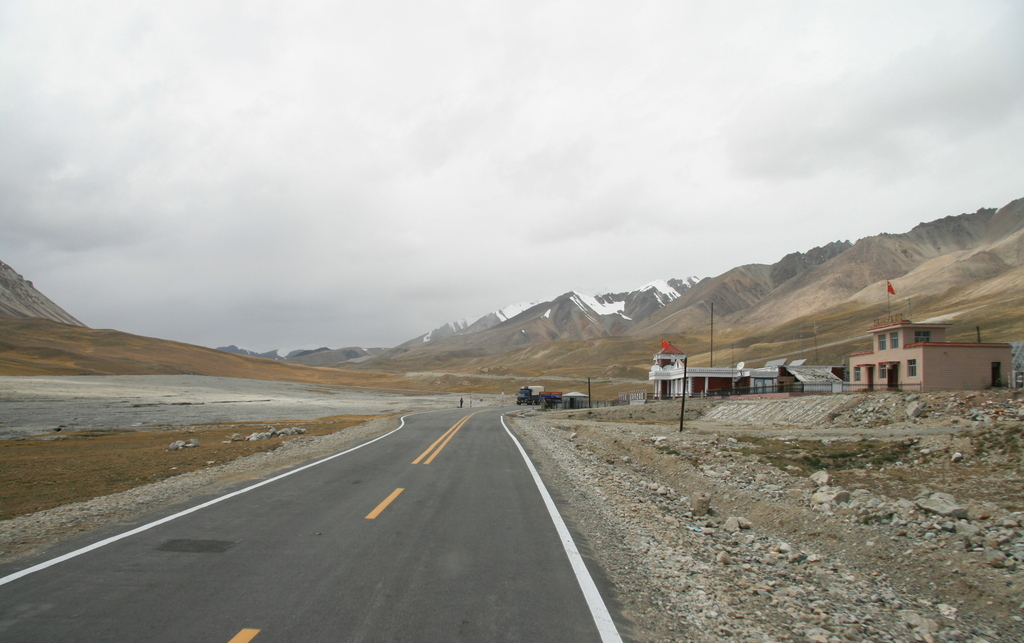
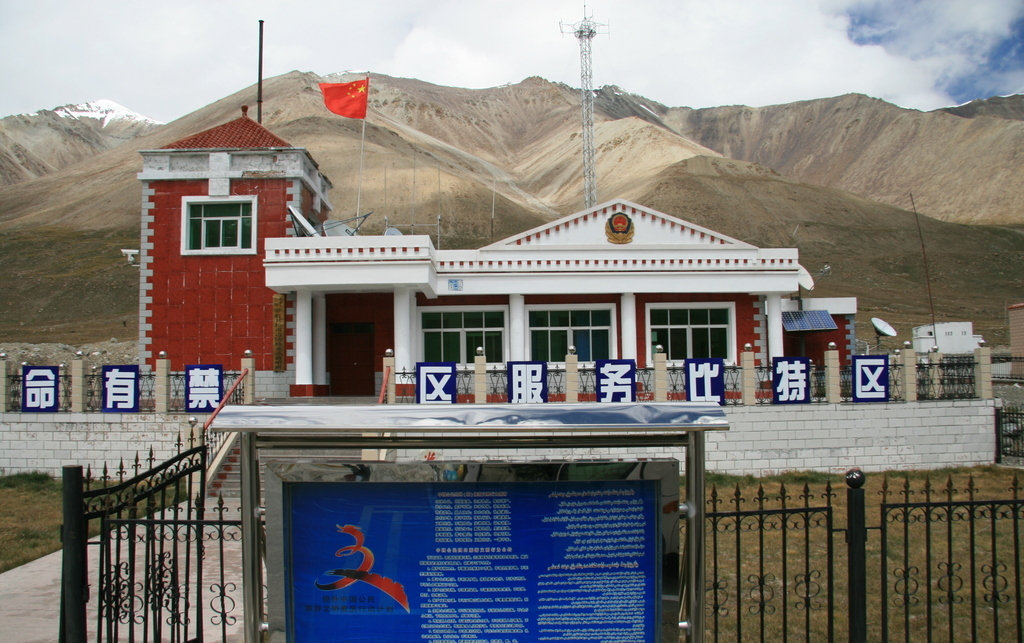
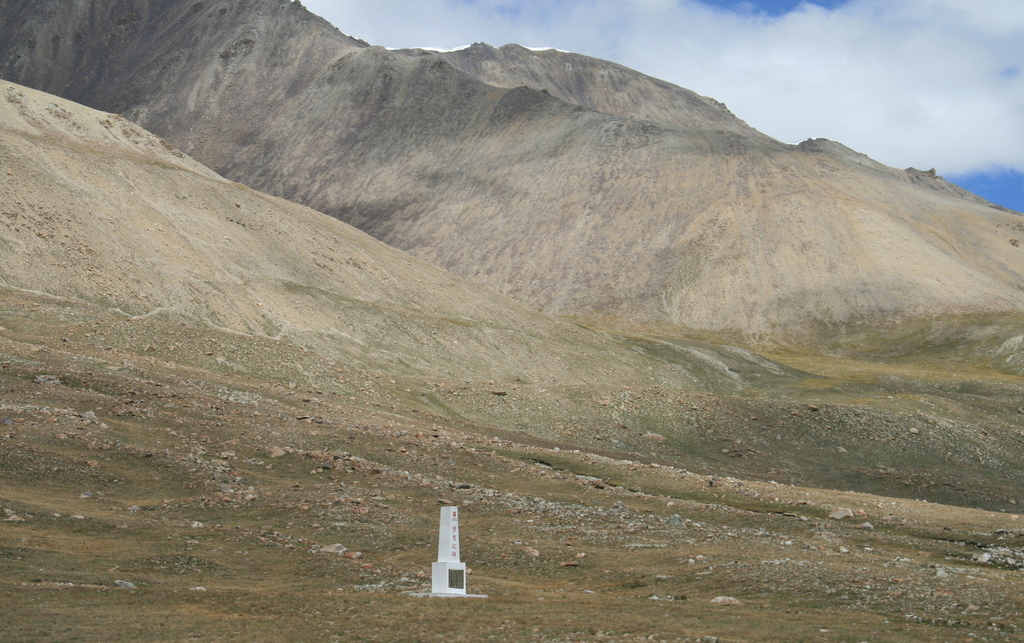
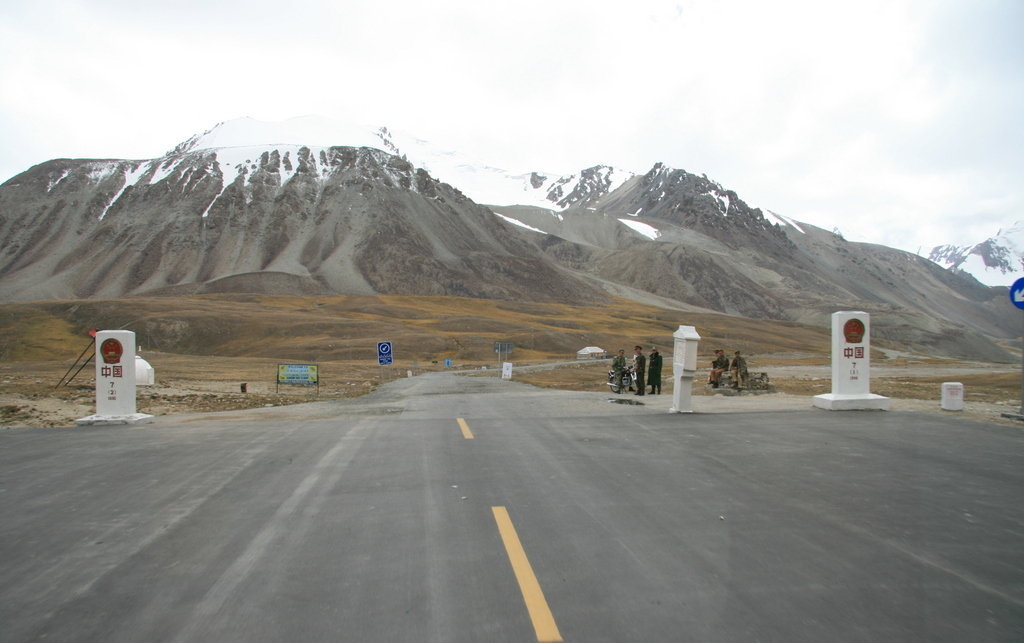
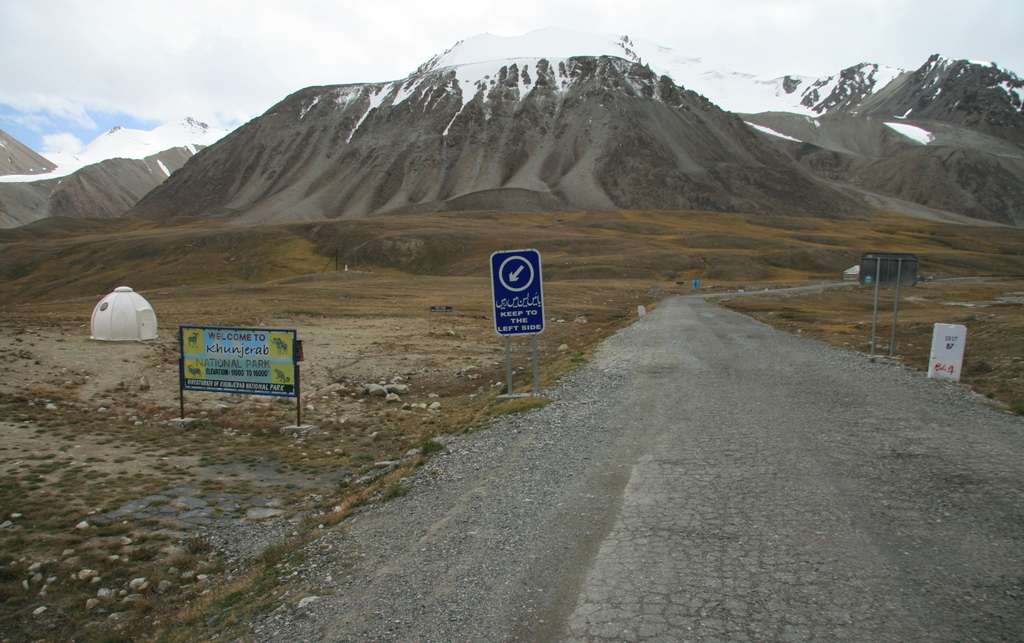
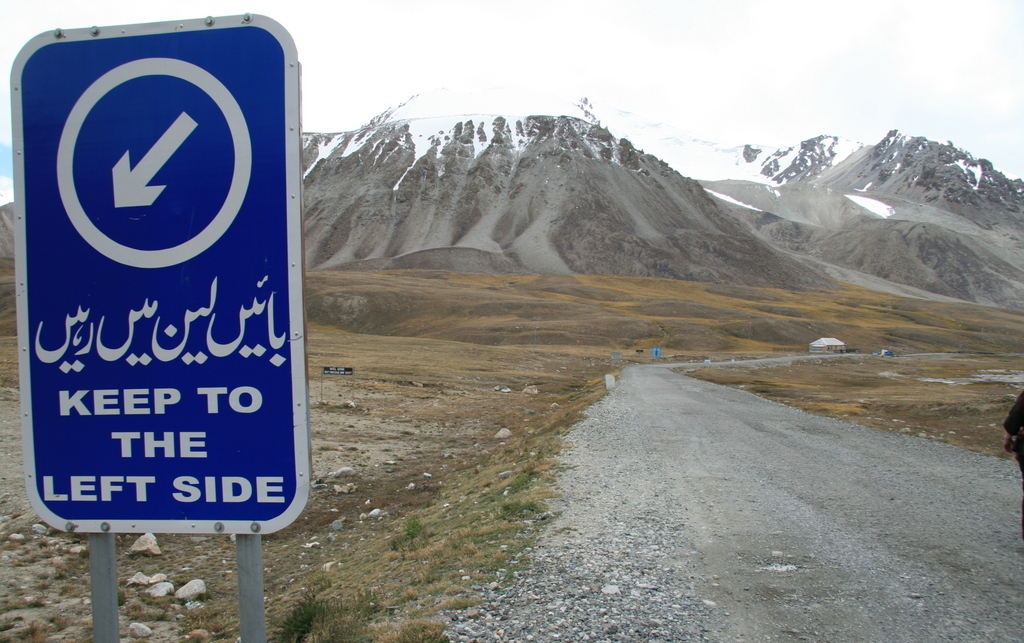
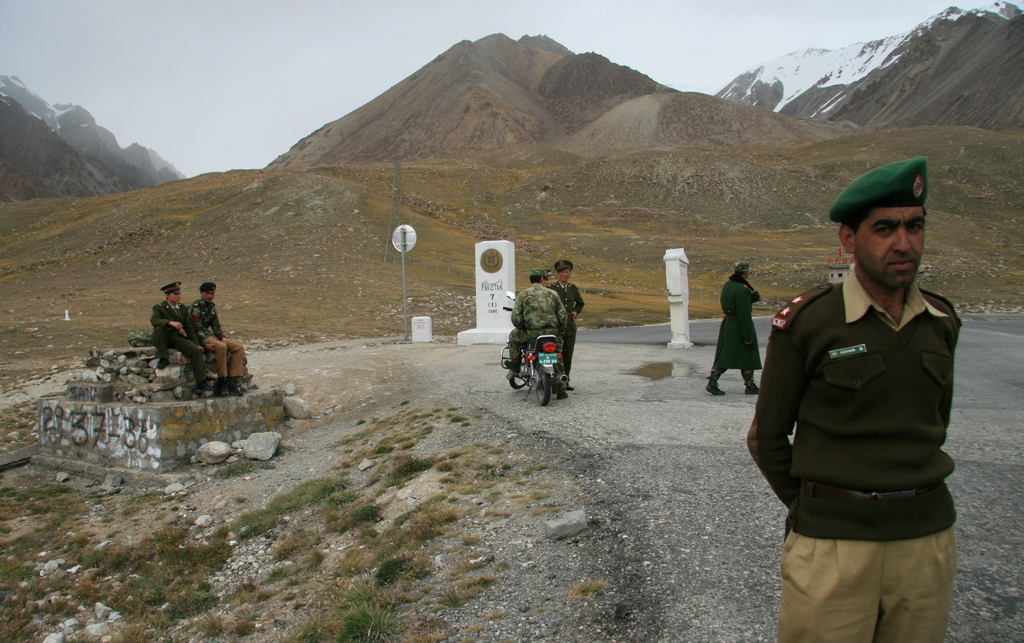
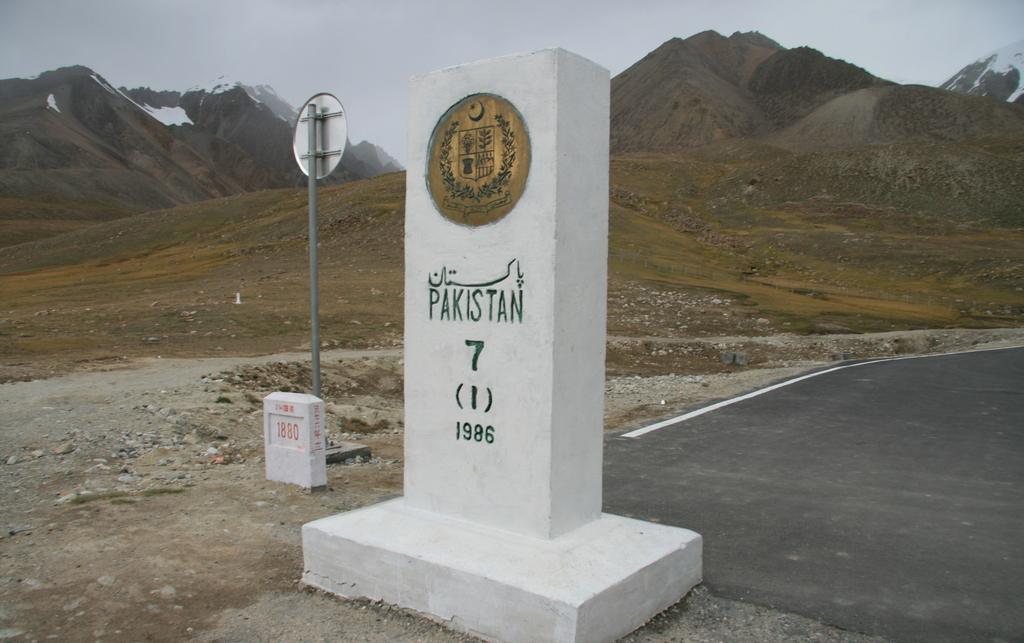
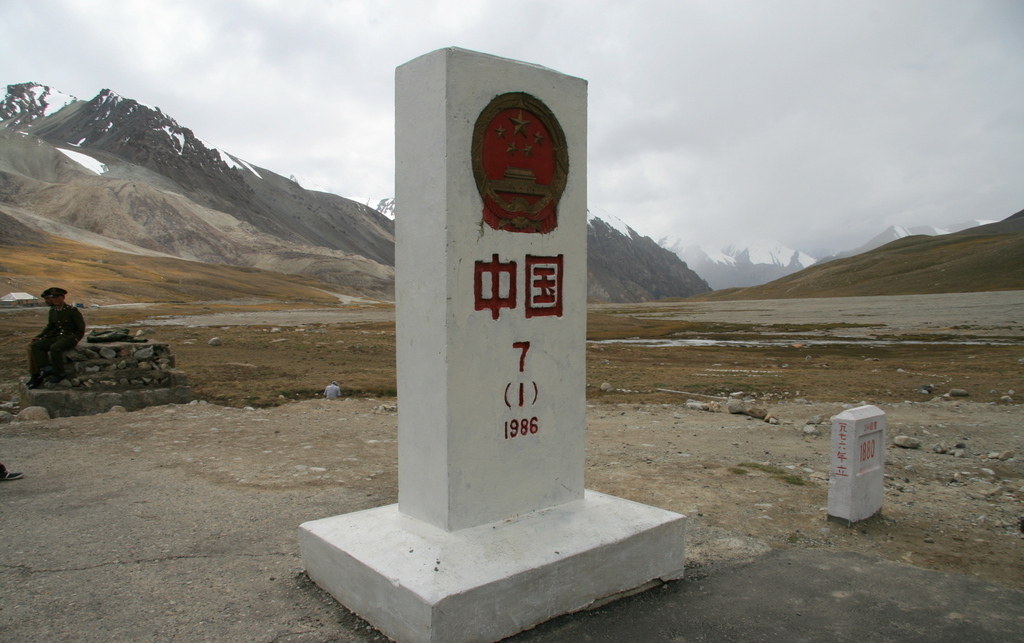
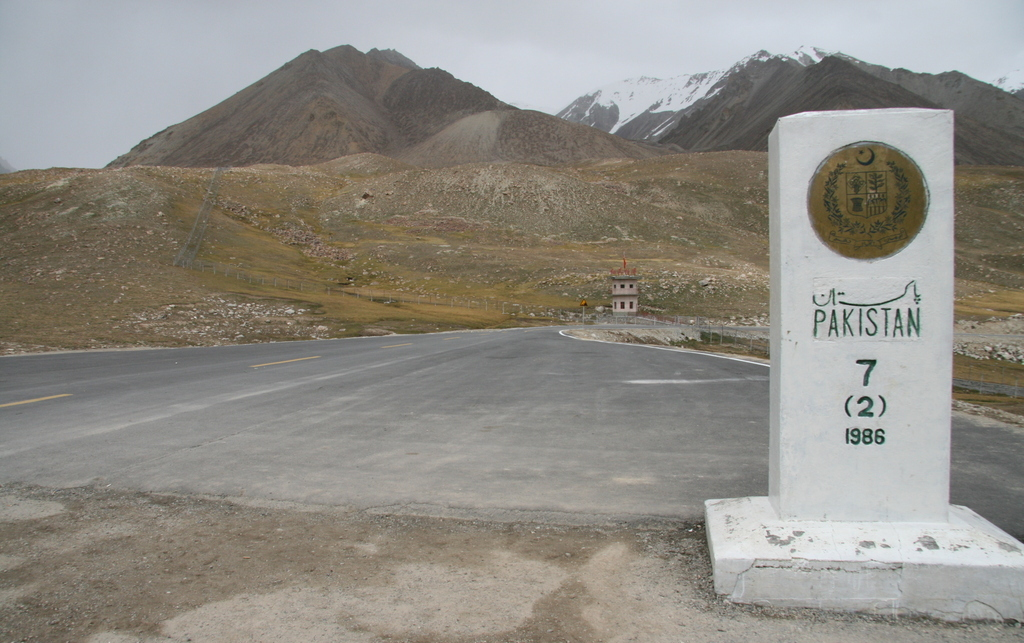
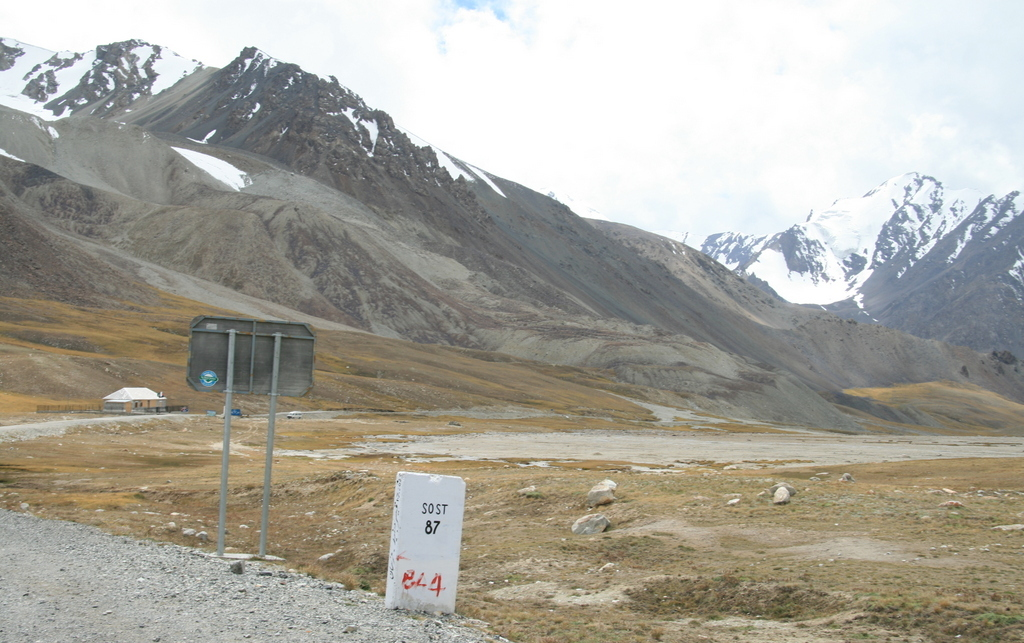
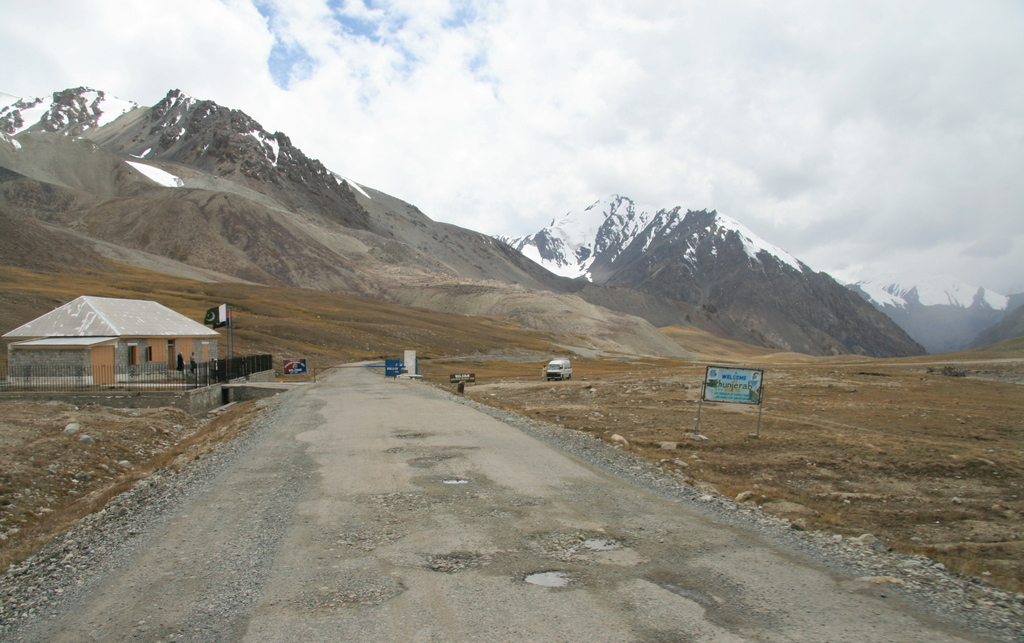
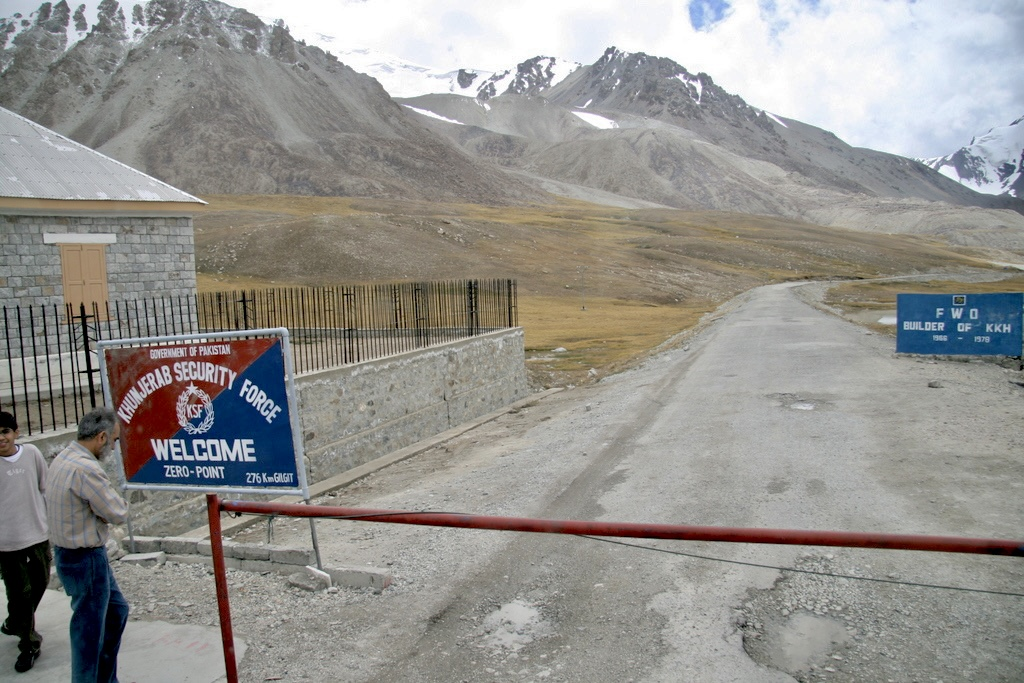
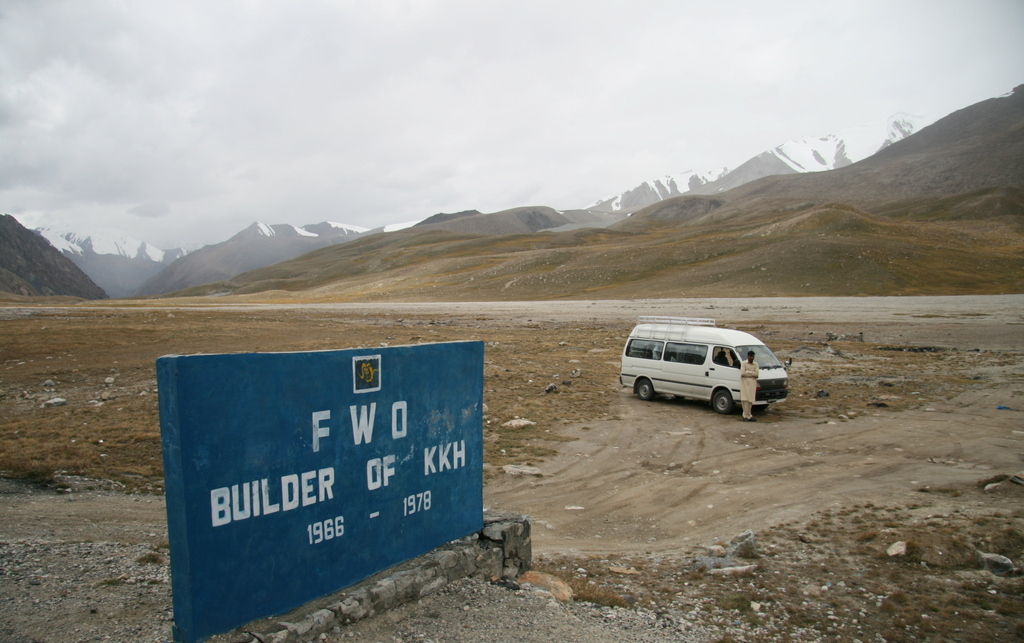
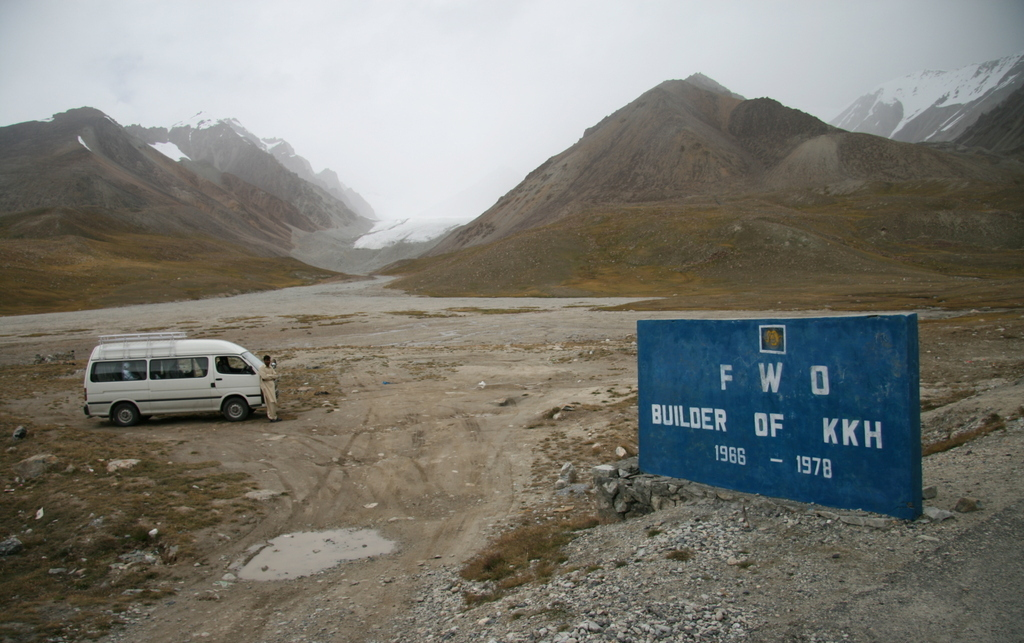
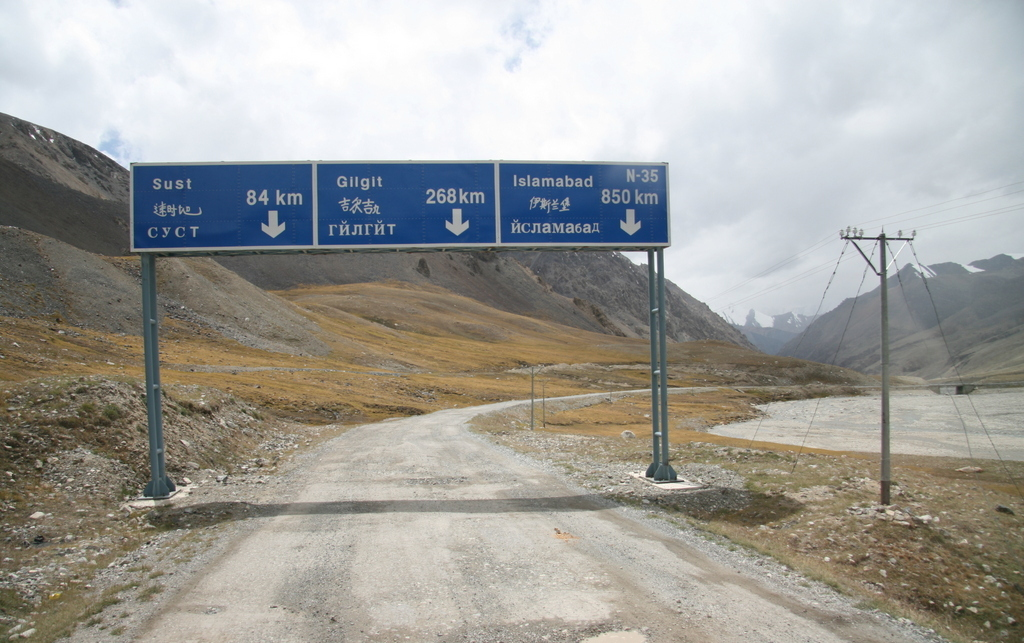
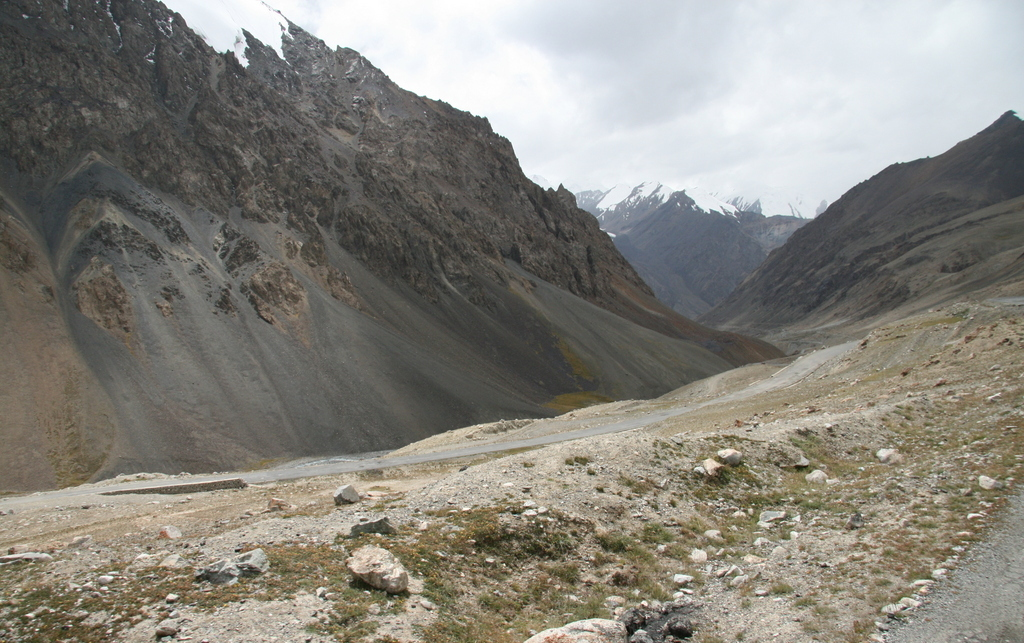
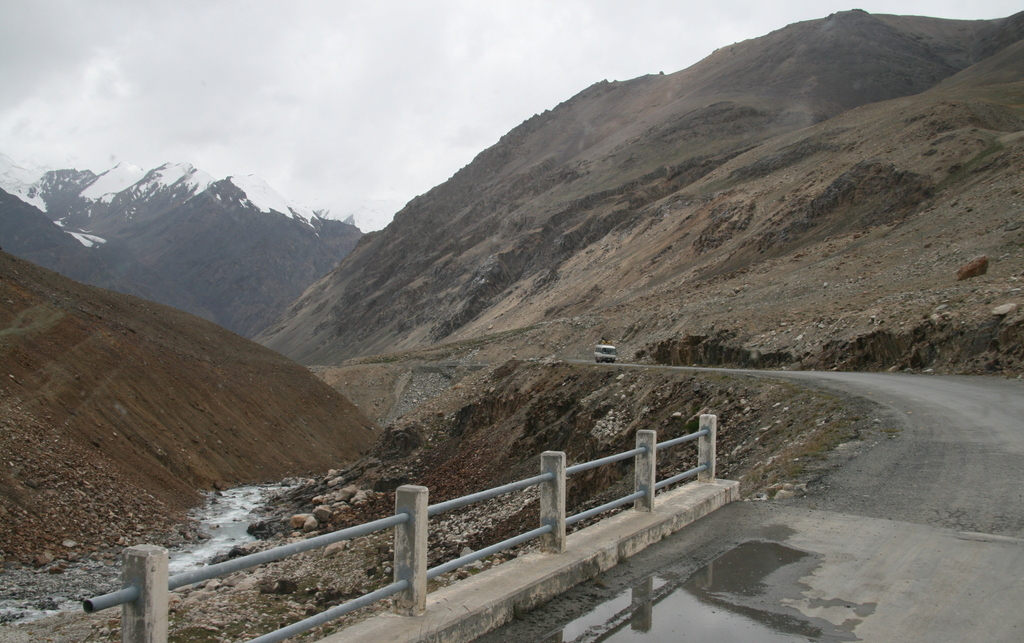
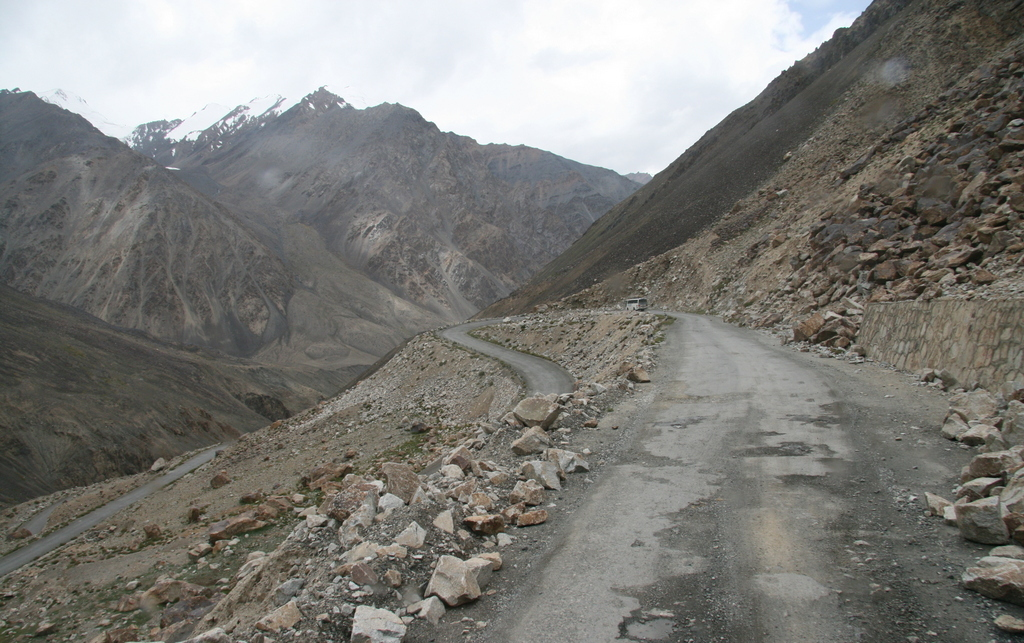
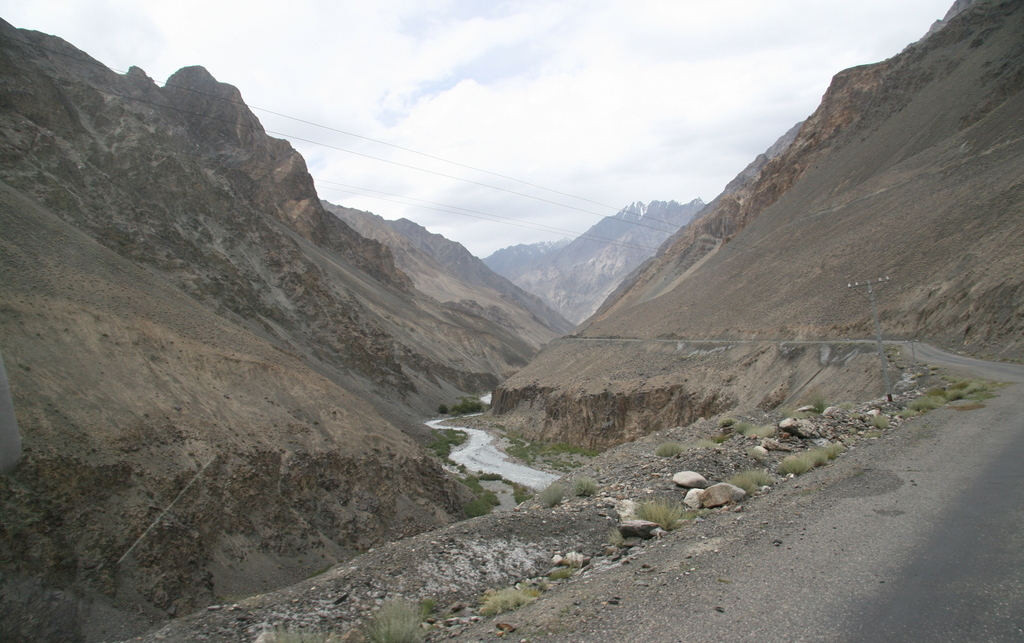
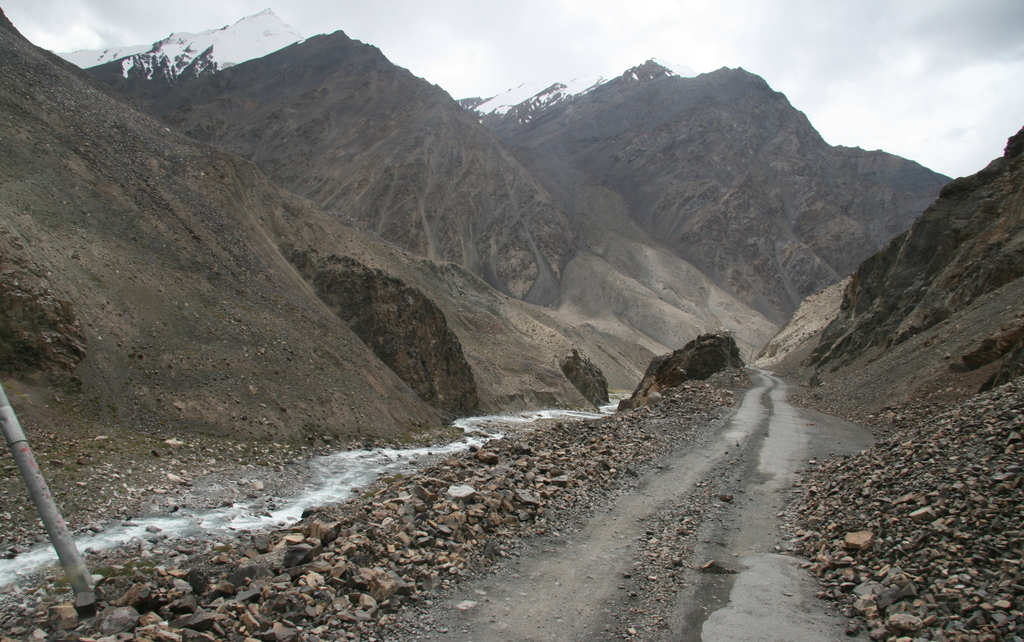
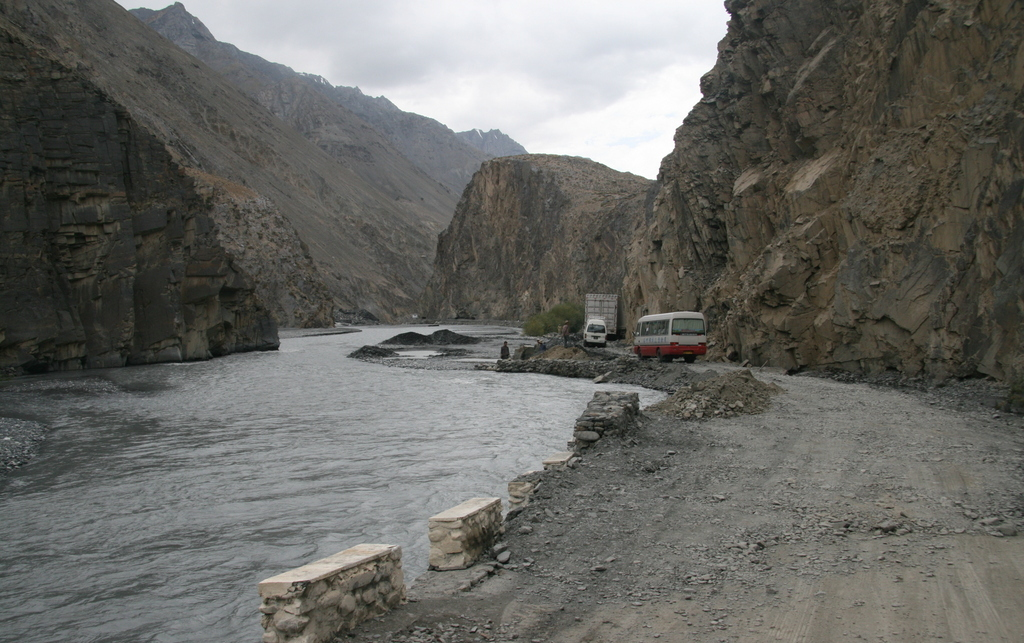
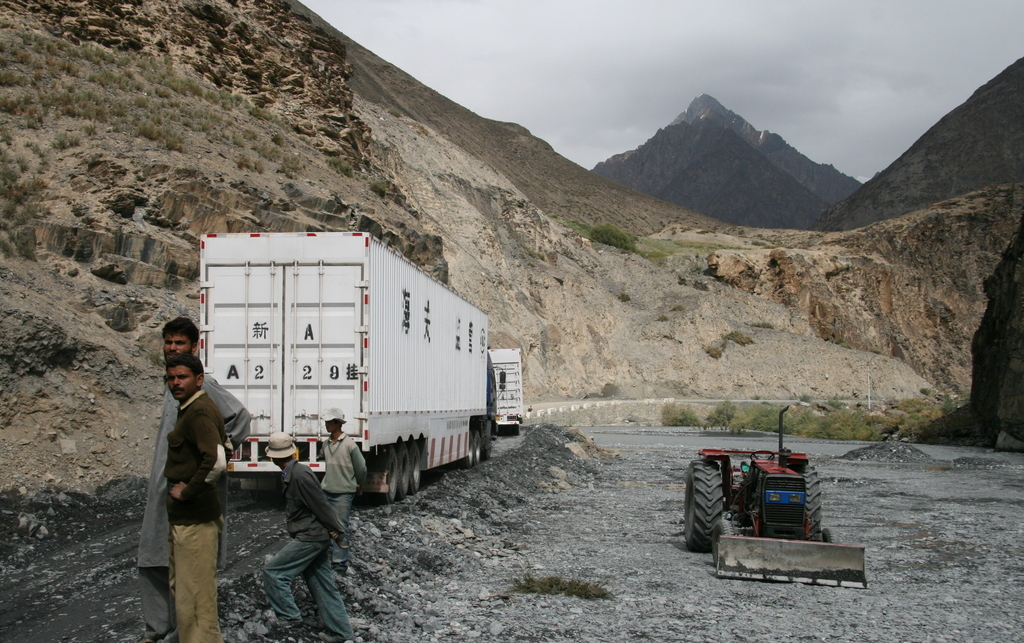
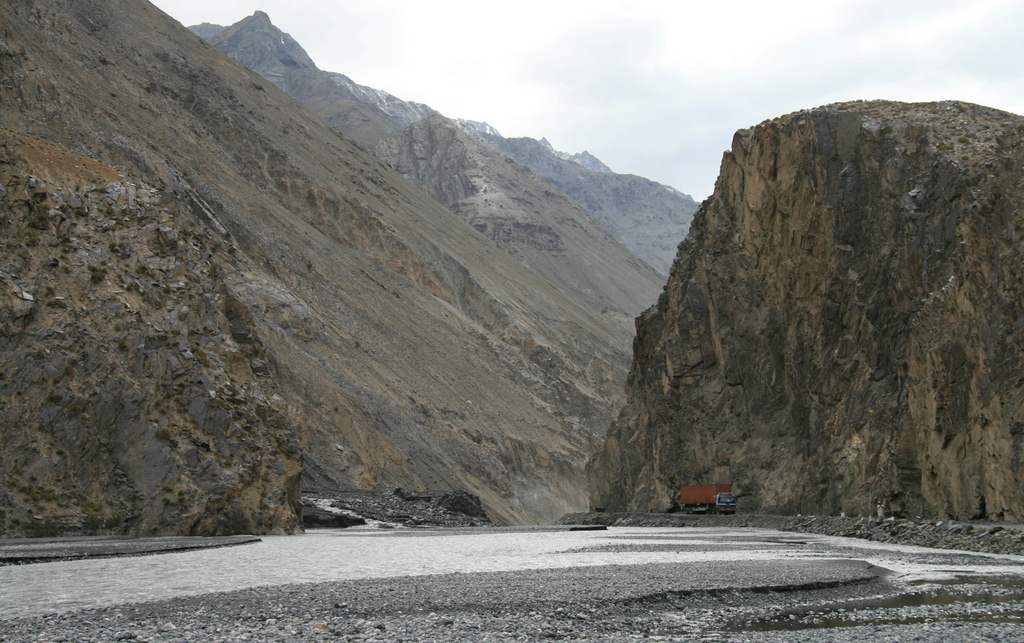
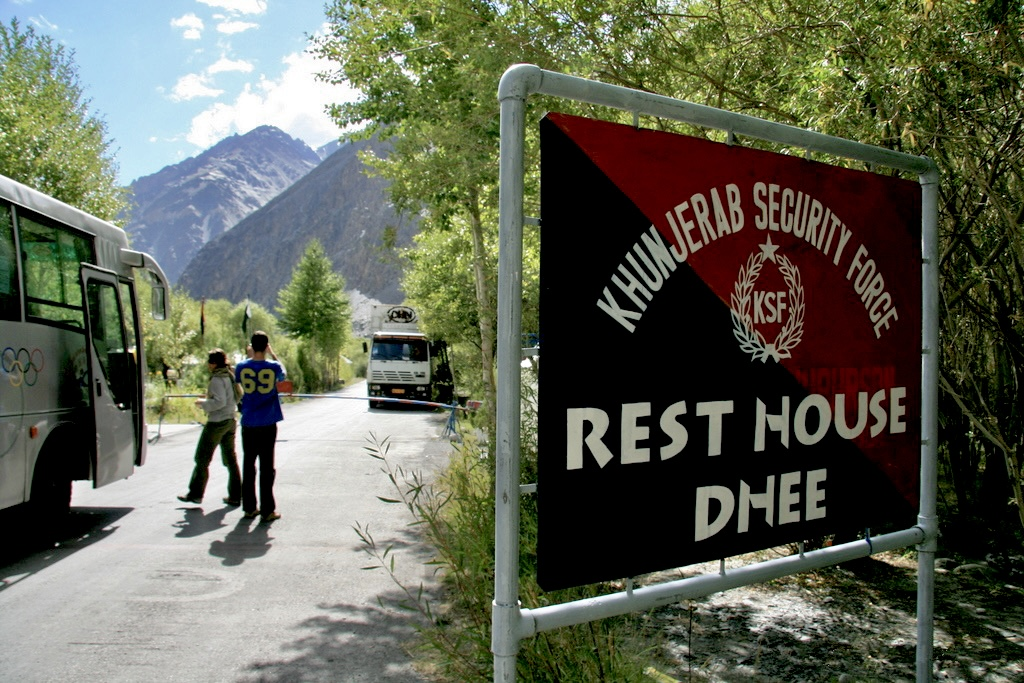
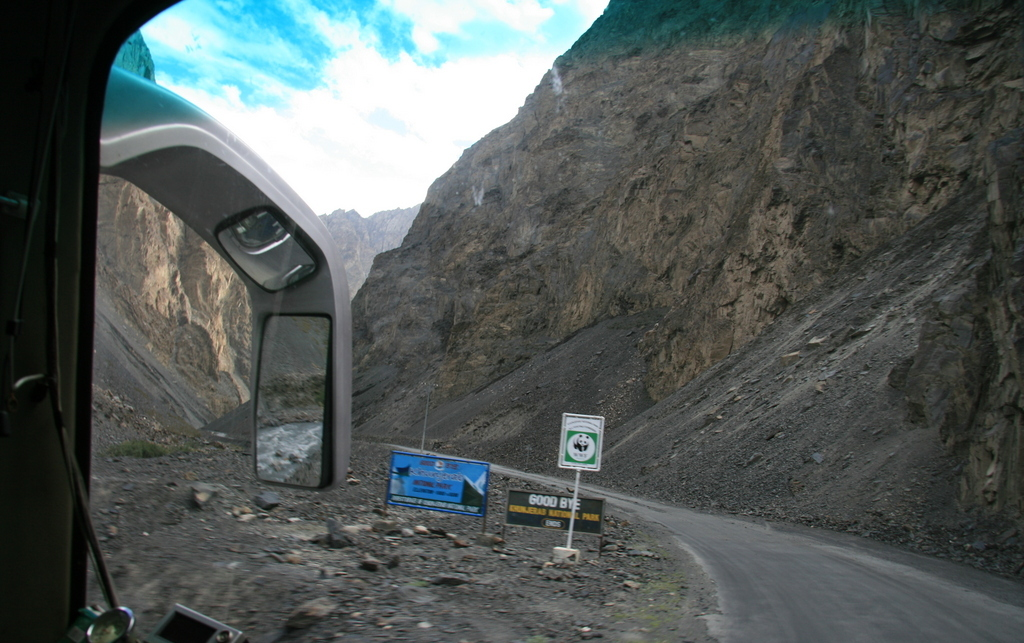